# Клара Цеткін
Кла́ра Це́ткін (нім. Clara Zetkin, до шлюбу Айснер, Eissner; 5 липня 1857  село Відерау, Саксонське королівство — 20 червня 1933, Архангельське, Московська область) — діячка комуністичного руху, теоретик марксизму, феміністка.

## Біографія
Щодо походження існуюють дві версії. За першою Клара Айснер народилася в лютеранській родині вчителя сільської парафіяльної школи та за сумісництвом органіста місцевої кірхи. Друга — в сім'ї єврея-шевця.
1881 року вступила до Соціал-демократичної партії Німеччини.
Після запровадження Отто фон Бісмарком «Виняткового закону проти соціалістів» (1881) залишила Німеччину й мешкала в Цюриху, Австро-Угорщині, Італії, а з 1882 р. — в Парижі, де зустрілася з висланим із Німеччини російським євреєм-соціал-демократом Осипом Цеткіним (були знайомі ще з часів його навчання в Лейпцигу). З листопада 1882 року вони стали жити разом, і Клара Айснер змінила прізвище на Цеткін. Невдовзі народила двох синів — Максима (*1883) та Костянтина (*1885).
1889 — Осип Цеткін помер від раку.
1916 — була однією з засновниць Союзу Спартака і Незалежної соціал-демократичної партії Німеччини, яка відокремилася в 1917 році від СДПН. Пізніше вступила до Комуністичної партії Німеччини та представляла КПН у рейхстазі (1920—1933).
1932 — відкриваючи сесію рейхстагу як найстарша за віком серед депутатів, Клара Цеткін виступила з антинацистською промовою.
Нагороджена орденом Леніна та орденом Червоного Прапора.
Похована в Москві на Красній площі біля Кремлівської стіни.
У Німецькій Демократичній Республіці було встановлено медаль Клари Цеткін.

## Участь у започаткуванні Міжнародного жіночого дня

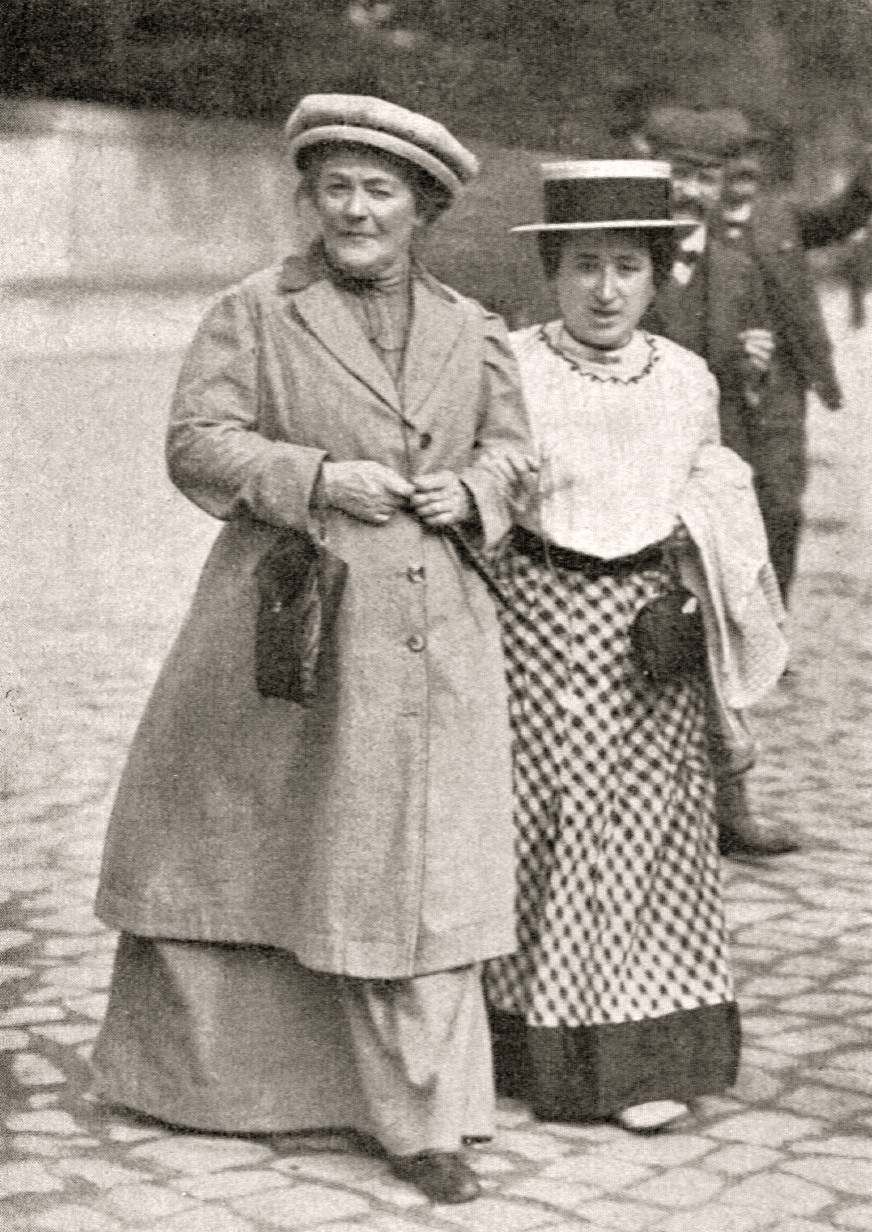
Клара Цеткін і Роза Люксембург, 1910 р.

На пропозицію Клари Цеткін учасниці II Міжнародної конференції жінок-соціалісток (Копенгаген, серпень 1910 р., понад 100 учасниць із 17 країн), вирішили щороку у березні відзначати Міжнародний жіночий день — день солідарності жінок у боротьбі за повні політичні, економічні і соціальні права.
У резолюції, запропонованій Цеткін, зокрема, зазначалось:
|  | У повній відповідності з класово-свідомими політичними профспілковими організаціями пролетаріату в кожній країні соціалістки всіх країн щорічно проводять Жіночий день, який в першу чергу слугує агітації за надання жінкам виборчого права. Ця вимога має бути висунена як складова частина всього жіночого питання в цілому і в повній відповідності з соціалістичними поглядами. Жіночому дню слід повсюдно надавати міжнародний характер, і він всюди має бути старанно підготовлений. |

## Опозиція до Першої світової війни
Під час Першої світової війни, на міжнародній жіночій мирній конференції у Швейцарії, активісти, революціонери та прихильники зібралися, щоб обговорити питання єдності робітників по різні боки лінії фронту. Там Цеткін сказала:
«Хто отримує прибуток від цієї війни? Лише крихітна меншість у кожній нації: виробники гвинтівок і гармат, броньованих плит і торпедних катерів, власники верфей і постачальники потреб збройних сил. В інтересах своїх прибутків вони роздмухували ненависть між народами, тим самим сприяючи початку війни. Робітникам нічого не отримати від цієї війни, але вони ризикують втратити все, що їм дороге.»
Цеткін, разом з Карлом Лібкнехтом, Розою Люксембург, Луїзою Келер та іншими впливовими політиками СДПН, відкинула політику партії Бургфріден (перемир'я між політичними партіями та урядом і обіцянка утриматися від страйків під час війни). Серед інших антивоєнних заходів, Цеткін організувала міжнародну соціалістичну жіночу антивоєнну конференцію в Берліні в 1915 році. Через свої антивоєнні погляди вона кілька разів заарештовувалася під час війни і в 1916 році була взята під «захисний арешт», з якого пізніше була звільнена через хворобу.

## Спадщина
У десятилітті, що передувало її вигнанню та смерті, спадщина Цеткін була значною мірою забута. З її іменем була пов'язана негативна конотація, як політичної діячки, навіть колишній голова Радянського Союзу Йосип Сталін називав її «старою відьмою». Були спроби відмовитися від Міжнародного жіночого дня в Німеччині, одного з головних досягнень політичної кар'єри Цеткін. Її демонстрацію 8 березня деякі називали «подією диявола». У 1994 році християнсько-демократичний канцлер Гельмут Коль заборонив називати вулицю біля Рейхстагу в Берліні на честь Цеткін. Його рішуче припинення визнання її спадщини пояснювалося тим, що він вважав, що її роботи зіграли роль у знищенні першої німецької демократії.
Її спадщина була додатково заплямована тим, що її роботи були неприйнятними для феміністичних рухів 60-х і 70-х років. У 1960-х і 70-х роках Західна Європа почала перехід до ідеологій другої хвилі фемінізму. Коли ідеології другої хвилі фемінізму набули поширення, прямим наслідком стало виключення чоловіків з участі в жіночих рухах. Це суперечило філософії Цеткін про необхідність спільної роботи чоловіків і жінок робітничого класу для досягнення жіночого визволення.
Сьогодні багато авторів намагаються віднести роботи Цеткін до категорій «соціалістичний фемінізм» чи «марксистський фемінізм». Однак за її життя термін «соціалістичний фемінізм» не існував. При аналізі її опублікованих робіт термін «Frauenrechtlerei» помилково перекладався як «феміністка» або «фемінізм». Проте в найточнішому перекладі цей термін використовувався в принизливій риториці для відокремлення політичних зусиль Цеткін від буржуазних феміністок.
Її син, Максим Цеткін, продовжив її спадщину комуністичного лідерства через свою медичну практику в радянській системі охорони здоров'я. У 1920-х роках Максим разом з Кларою відвідував кілька конгресів Комінтерну і працював на ряді місій Комінтерну. Зрештою Максим вступив до Радянської комуністичної партії після того, як отримав призначення практикувати хірургію в Москві.